# Sliema Wanderers Football Club
L'Sliema Wanderers Football Club és un club maltès de futbol de la ciutat de Sliema.

## Història
- 1909 : Fundació com a Sliema Wanderers FC
- 1918 : Rebatejat Sliema Amateurs
- 1919 : Rebatejat Sliema Wanderers FC
- 1939 : absorció del Sliema Rangers FC
- 1944 : Rebatejat Sliema Athletic
- 1945 : Rebatejat Sliema Wanderers FC

## Jugadors destacats
- Dean Edwards (1993-1994)  Arxivat 2007-09-13 a Wayback Machine.
- Carl Saunders (1994-1995) 18 gols
- Michael Mifsud (1997-2001) 60 gols
- Carmel Busuttil (1994-2001) 64 gols
- Gary Clark (1987-1989)  Arxivat 2010-08-08 a Wayback Machine.
- Aleksandar Madzar (2006-2008)

## Palmarès
- Lliga maltesa de futbol (26): 1919-20, 1922-23, 1923-24, 1925-26, 1929-30, 1932-33, 1933-34, 1935-36, 1937-38, 1938-39, 1939-40, 1948-49, 1953-54, 1955-56, 1956-57, 1963-64, 1964-65, 1965-66, 1970-71, 1971-72, 1975-76, 1988-89, 1995-96, 2002-03, 2003-04, 2004-2005

- FA Trophy (22): 1935, 1936, 1937, 1940, 1946, 1948, 1951, 1952, 1956, 1959, 1963, 1965, 1968, 1969, 1974, 1979, 1990, 2000, 2004, 2009, 2026, 2024.
- Division 1: 1983-84
- Supercopa maltesa de futbol: 1996, 2000
- Löwenbräu Cup: 1999, 2001, 2002
- Super 5 Cup: 1990-91, 2001-02, 2003-04
- Cassar Cup: 1923-24, 1924-25, 1933-34, 1934-35, 1937-38, 1938-39, 1945-46, 1955-56, 1956-57, 1959-60, 1966-67
- Scicluna Cup: 1949-50, 1950-51, 1953-54, 1954-55, 1955-56, 1956-57, 1957-58, 1958-59, 1959-60, 1965-66
- Cousis Shield: 1917-18, 1919-20, 1923-24, 1925-26
- Christmas Cup: 1966-67, 1967-68, 1970-71
- Independence Cup: 1964-65, 1969-70, 1971-72, 1973-74, 1981-82
- Testaferrata Cup: 1964-65, 1974-75
- MFA Cup: 1931-32
- Sons of Malta Cup: 1972-73, 1979-80
- Euro Cup: 1982, 1987, 1990, 2004, 2005
- Christmas Tourney Cup: 1936-37, 1948-49
- Schembri Shield: 1955-56, 1957-58
- Empire Sports Ground Cup: 1923-24
- MFA League Cup: 1965-66, 1969-70, 1978-79, 1984-85
- MPFA Shield: 1954-55